# 爱德华多·桑切斯·索拉
爱德华多·桑切斯·索拉（西班牙語：Eduardo Sánchez Solá，1869年6月25日—1949年）是西班牙画家。

## 生平
出生于马德里，在皇家聖費爾南多美術學院学习绘画，是亚历杭德罗·费兰特-费希尔曼斯的弟子。经常参加全国美术展览，在1895年、1897年、1899年和1901年的部分绘画获得全国奖。去世后他的画作被多次拍卖，其中在2001年英国南肯辛顿佳士得拍卖会上，他的作品“奖杯”以12,539美元的价格成交。

## 主要作品

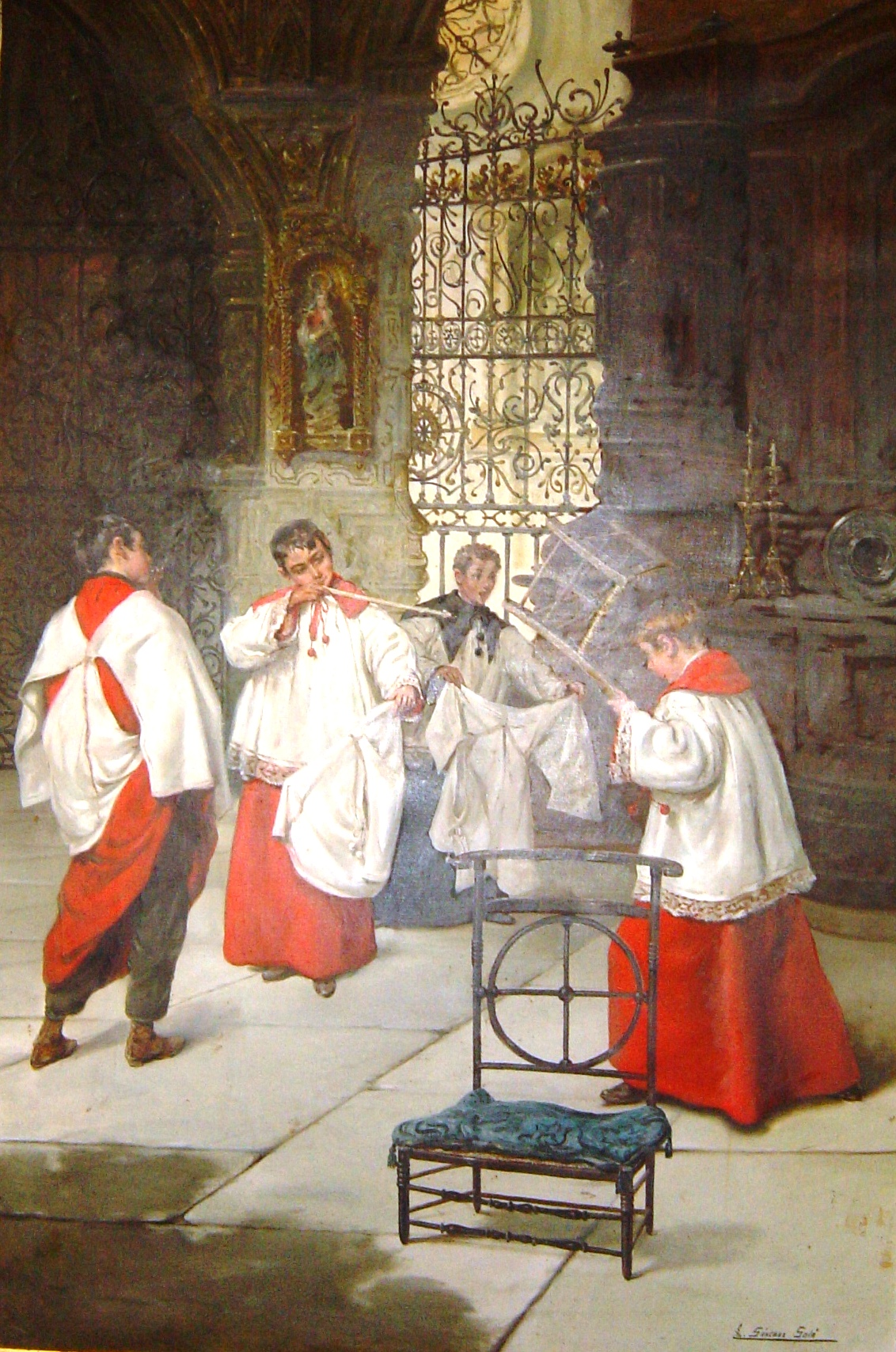
Corto y ceñido